# Orlando City Soccer Club B
L'Orlando City B, detto anche più semplicemente OCB, è un club calcistico professionistico statunitense con sede a Orlando, in Florida.
È la squadra riserve dell'Orlando City.
Attualmente partecipa alla MLS Next Pro, campionato riserve della Major League Soccer e lega di terzo livello nella piramide calcistica statunitense.

## Storia
Il club è nato a fine 2015 e da inizio 2016 ha partecipato alla USL Championship, secondo livello della piramide calcistica statunitense, per quattro stagioni. Nel 2020, il club è passato in USL League One, la terza divisione, per poi cessare le operazioni al termine della stagione.
Nel 2022 passa nella neonata lega riserve della Major League Soccer, la MLS Next Pro, posta al terzo gradino della piramide calcistica statunitense.